# Mitch Apau
Mitch Apau est un footballeur néerlandais, né le 27 avril 1990 à Amsterdam aux Pays-Bas. Il évolue actuellement au SV Spakenburg comme arrière droit.

## Biographie
Mitch Apau commence sa carrière au SC Veendam, club de deuxième division néerlandaise (Eerste divisie). En 2013, il signe au RKC Waalwijk, club avec lequel il fait ses débuts en première division (Eredivisie).
Lors de l'été 2014, il quitte son pays natal et s'engage avec le club belge du KVC Westerlo.

## Palmarès
Olimpija Ljubljana
- Champion de Slovénie en 2018
- Vainqueur de la Coupe de Slovénie en 2018